# Conus reticulatus
Espèce
Conus reticulatus est une espèce de mollusques gastéropodes marins de la famille des Conidae.
Comme toutes les espèces du genre Conus, ces escargots sont prédateurs et venimeux. Ils sont capables de « piquer » les humains et doivent donc être manipulés avec précaution, voire pas du tout.

## Taxonomie

### Publication originale
L'espèce Conus reticulatus a été décrite pour la première fois en 1778 par le métallurgiste, minéralogiste, malacologiste et franc-maçon autrichien Ignaz von Born dans « Verzeichniß der natürlichen Seltenheiten des k. k. Naturalien Cabinets zu Wien »,.

### Synonymes
- Lautoconus reticulatus (Born, 1778) · non accepté
- Varioconus reticulatus (Born, 1778) · appellation alternative